# パルチザンスカヤ駅 (モスクワ地下鉄)
座標: 北緯55度47分19秒 東経37度45分02秒 / 北緯55.7886度 東経37.7506度
パルチザンスカヤ駅（パルチザンスカヤえき、ロシア語: Партизанская）は、モスクワ地下鉄3号線の駅。

## 歴史
1944年1月18日に開業した。